# Ampugnani
Ampugnani est une ancienne piève de Corse. Située dans le nord-est de l'île, en Castagniccia, elle relevait de la province de Bastia sur le plan civil et du diocèse d'Accia sur le plan religieux.

## Géographie

### Localisation

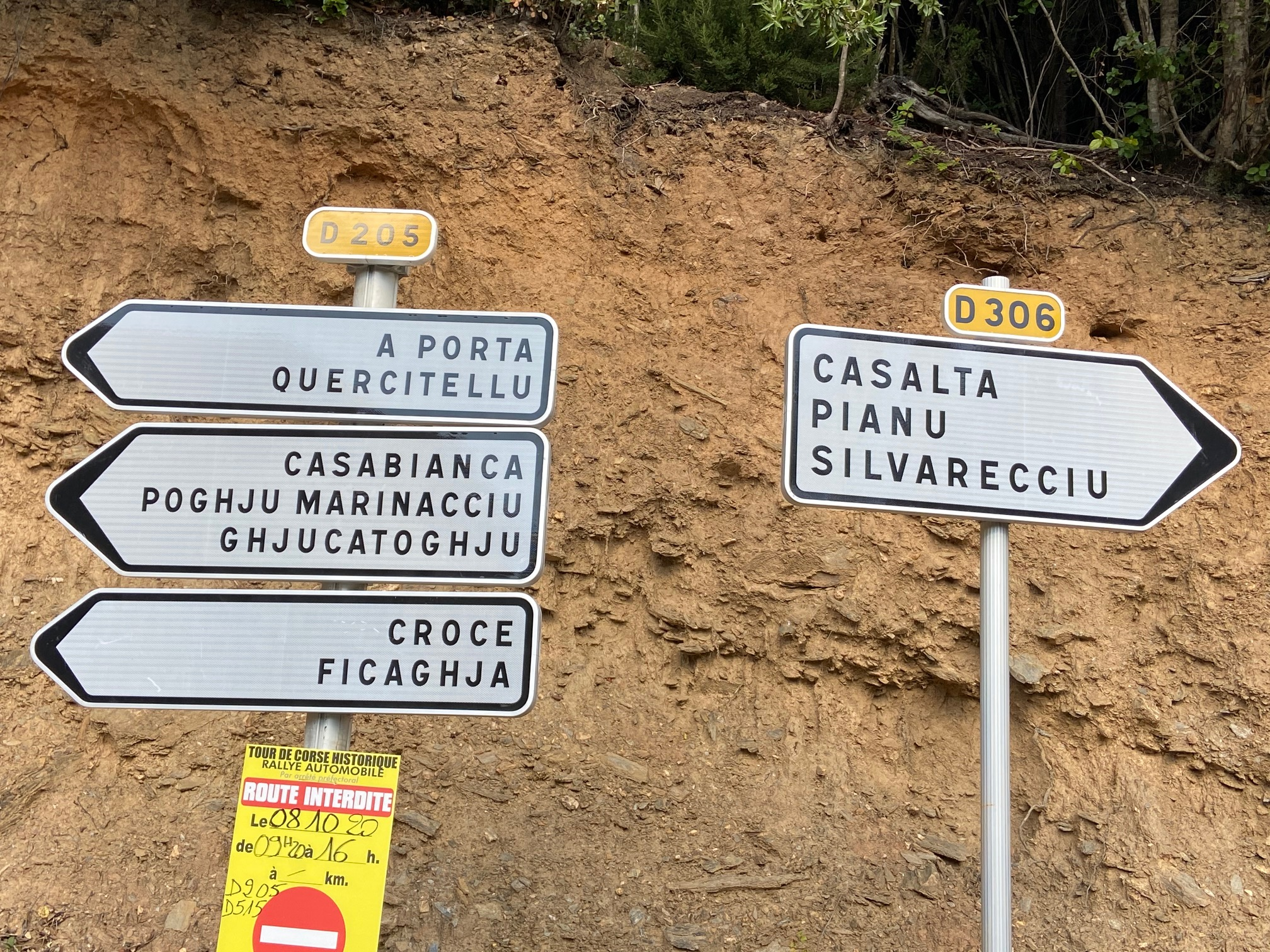
Panneaux routiers en Ampugnani

Le territoire de l'ancienne piève d'Ampugnani correspond aux territoires des communes actuelles de :
- Silvareccio ;
- Casalta ;
- Piano ;
- Casabianca ;
- Giocatojo ;
- Poggio-Marinaccio ;
- Quercitello ;

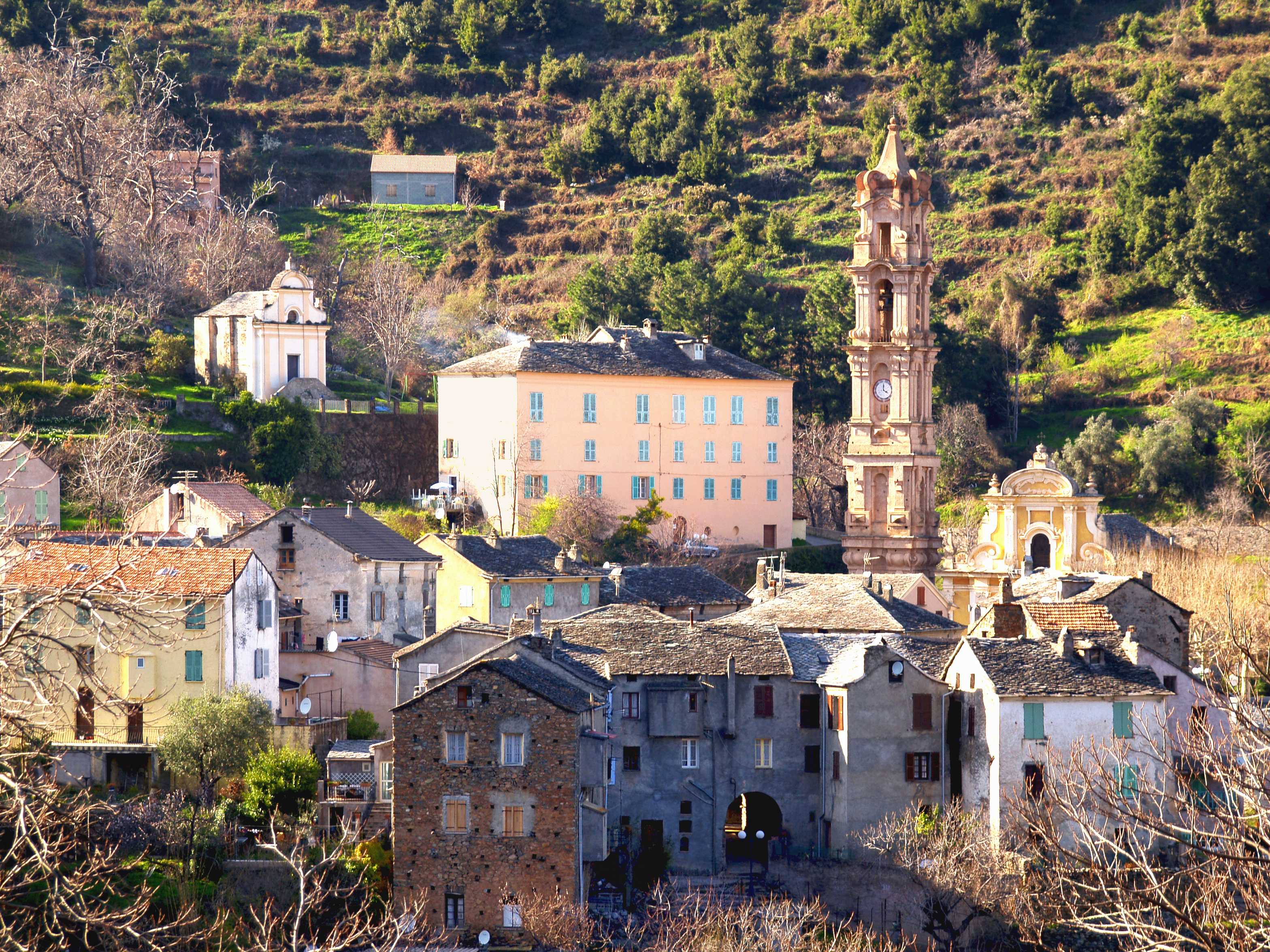
La Porta ;
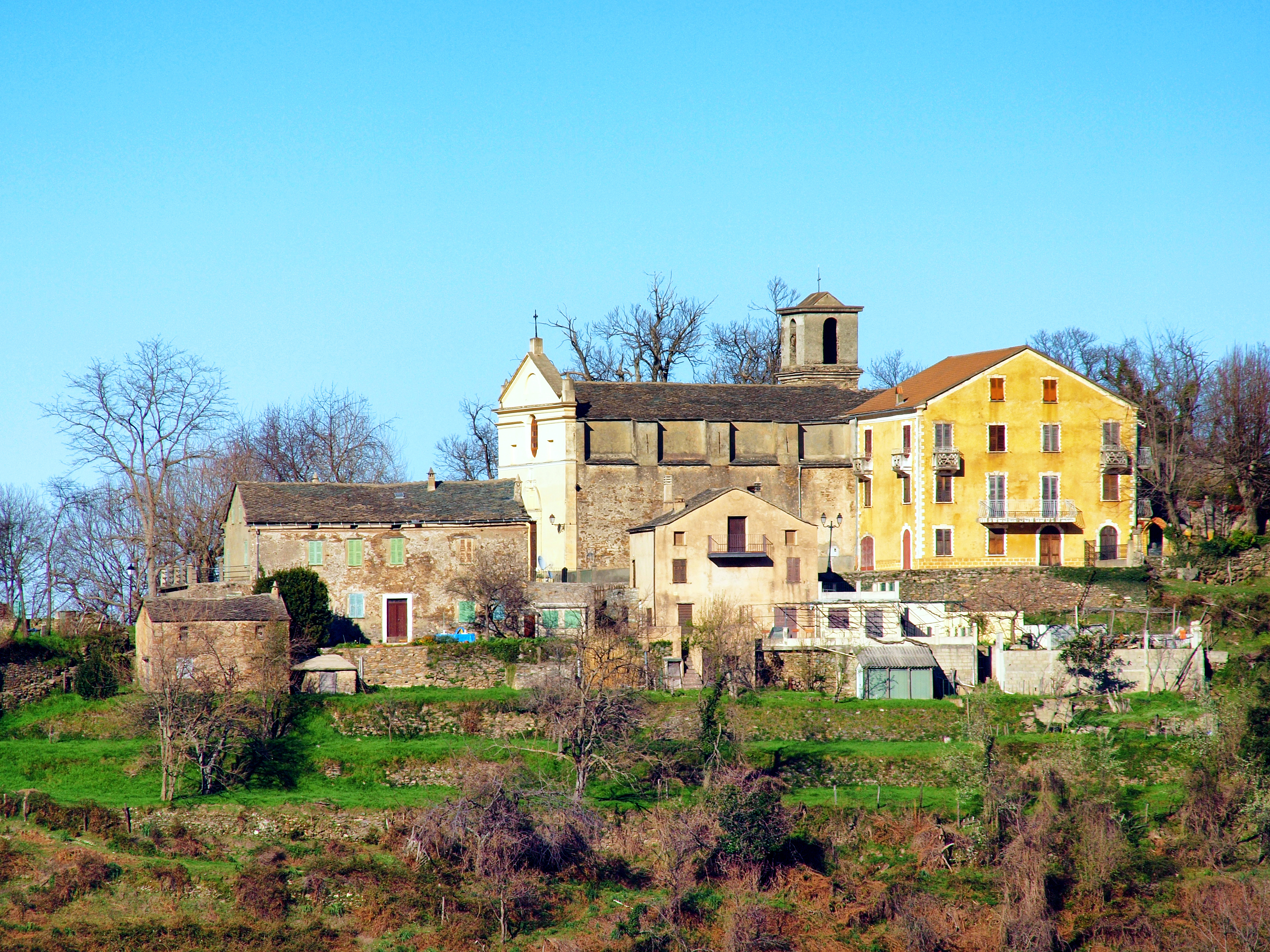
Croce.
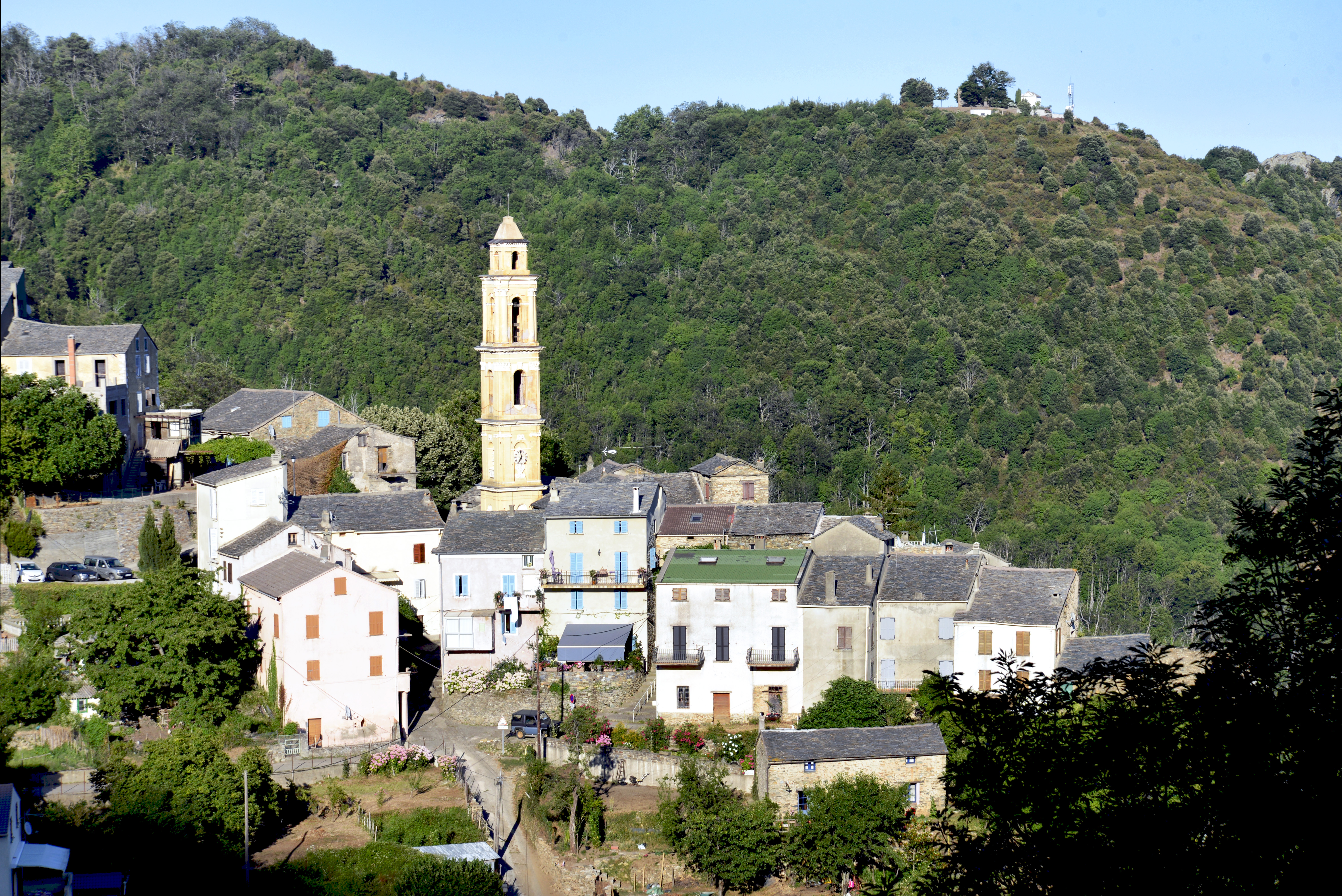
Silvareccio.

- Ficaja ;
- Croce ;
- Polveroso ;
- San-Damiano ;
- Scata ;
- San-Gavino-d'Ampugnani ;
- Pruno.

- La Porta.
- Croce.
- Silvareccio.

Les pièves limitrophes d'Ampugnani sont :

### Description

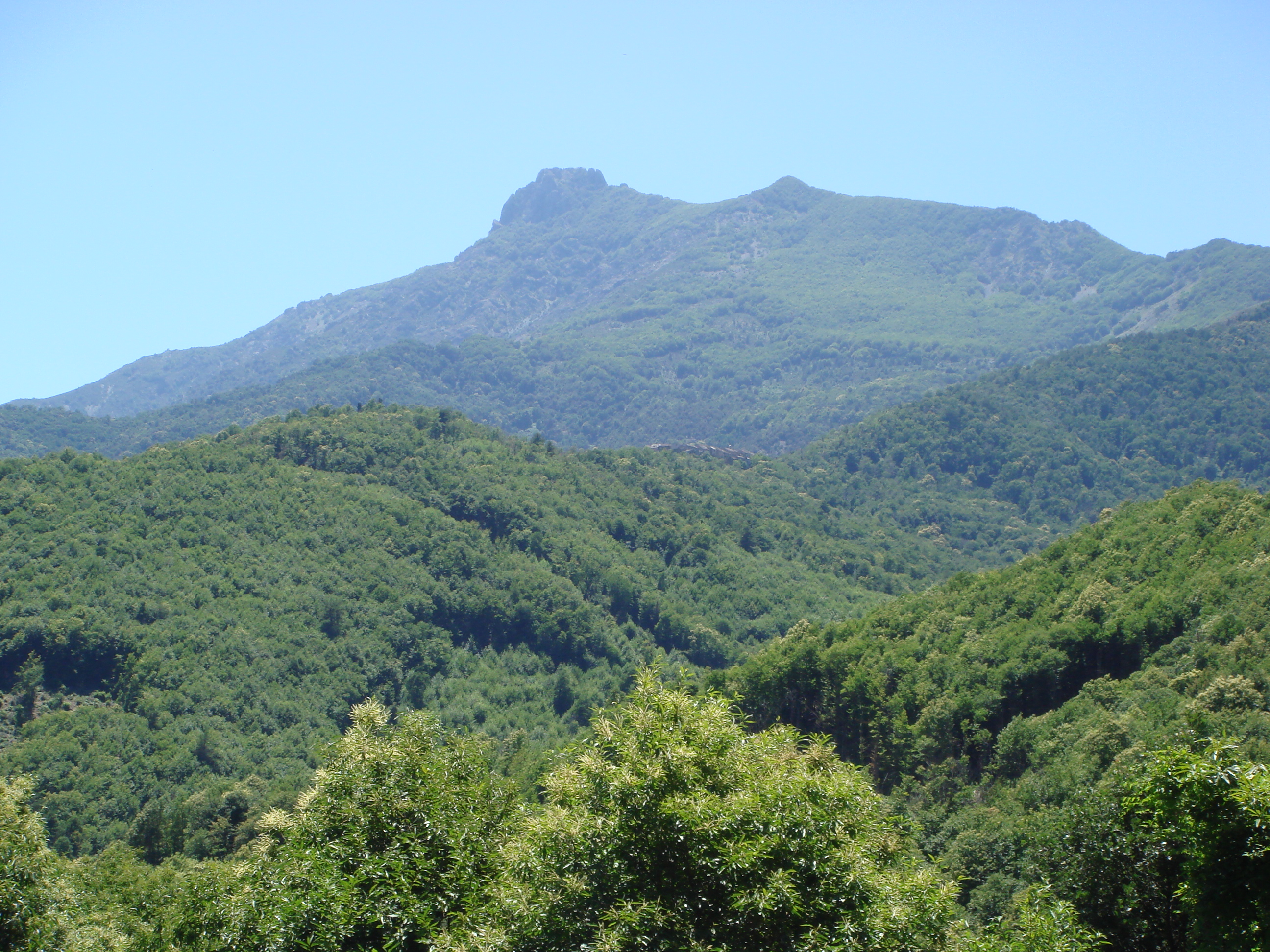
La vallée de l'Ampugnani et le sommet du San Petrone.

Dans son Dialogo nominato Corsica, Giustiniani donne la description suivante de l'Ampugnani : « [...] la piève d'Ampugnani, au haut de laquelle se trouve une montagne très élevée. À son sommet on peut voir les ruines d'une très ancienne église appelée S. Pietro d'Accia. C'est le premier endroit que l'on aperçoit en venant de Rome par mer et généralement en abordant sur la côte intérieure. Cette église est la cathédrale de l'évêché d'Accia ; les évêques y vont ordinairement prendre possession de leur siège. Elle est sans toit et tellement délabrée que, si l'on voulait dire la messe, il faudrait bâtir une autre église, ou du moins relever l'autel. Il est vrai que, presque au pied de cette montagne si élevée, se trouve une autre église appelée S. Pietro di Morosaglia, à peu près sans toiture également. On y voit encore les ruines d'Accia, ville aujourd'hui complètement détruite. C'est là que se trouve la montagne de Morosaglia, fameuse par les guerres et les engagements sans nombre dont elle a été le théâtre. Au sommet se trouve un petit plateau qui se prolonge, en inclinant vers le nord-est, jusqu'au fleuve du Golo, et sépare Rostino d'Ampugnani et de Casacconi. La piève d'Ampugnani contient environ vingt villages, parmi lesquels la Casabianca, village aussi fameux qu'aucun autre de la Corse ; la Casabianca est en effet la résidence d'une famille de Caporaux et a produit, surtout dans le parti des Neri, des capitaines distingués. C'est dans ce village que se formèrent autrefois les partis des Rossi et des Neri, à la suite d'une discorde qui éclata entre des frères dont les uns avaient les cheveux roux, les autres noirs. Cette discorde dure encore et divise une grande partie de l'île. Il y a encore dans la piève d'Ampugnani le village de Pruno, où habite également une famille de Caporaux. Cette piève est traversée dans son milieu par un cours d'eau appelé Ampugnanello, qui prend sa source dans la montagne où se trouve l'église de S. Pietro, mentionnée plus haut. L'Ampugnanello se jette dans une rivière appelée Fium'alto, au-dessous de Castellare, village également compris dans la piève d'Ampugnani. Le pays jouit d'un air sain, et est habité par de braves gens ; il produit des céréales et des châtaignes en assez grande quantité, du bois, des fruits et les meilleures cerises de l'île. »

## Histoire
Au Xe siècle déjà, le diocèse d'Accia couvrait deux pièves, Rostino et Ampugnani, qui avaient été détachés des diocèses d'Aléria et Mariana. 
- 1092 : Urbain II nomme archevêque Daibertus, évêque de Pise, qui devient métropolitain-suzerain des six diocèses corses : Nebbio, Mariana, Accia, Sagone, Ajaccio et Aléria.
- 1133 : ces diocèses sont séparés en deux groupes, un pour Gênes et un pour Pise. Gênes obtient du pape Innocent II les diocèses de Nebbio, Mariana et Accia[Note 1].

« Le petit évêché d'Accia, qui ne rapporte guère plus de deux cents ducats, n'a que deux pièves, celle d'Ampugnani et celle de Rostino. D'après ce qu'on lit dans un registre des Tasse del Papa, les évêchés de Nebbio et d'Accia furent autrefois réunis. »

— Mgr Agostino Giustiniani in Description de la Corse, traduction de Lucien Auguste Letteron in Histoire de la Corse – Tome I - 1888, p. 82-83.
- 1453 : les Corses, à la quasi-unanimité, demandent au gouvernement génois que l'île soit gérée par l'Office de Saint Georges. L'Office ayant obtenu l'assentiment du pape, la domination génoise se présente dès lors comme fondée en droit.
- 1511 : Gênes prend le contrôle de toute l'île. L'Ampugnani fournit des députés, gentilshommes, caporaux et autres notables, pour représenter la Corse auprès des Génois.
- 1554 : dans sa lutte encore contre les Génois, Sampiero Corso soulève les populations et les incite à se révolter. L'Ampugnani lui apporte un grand nombre d'hommes en état de porter les armes ; d'autres feront peu après leur soumission aux Génois. Parmi les gentilshommes corses, Anton Pietro Filippini dans sa chronique[1] cite les nommés Giacopo de la Casabianca, Camillo de la Casabianca, Valerio de la Casabianca, Scarmiglione de Ficaggia, Luzio de la Casabianca, Astolfo de Poggiale d'Ampugnani, Andrea de Quercitello d'Ampugnani, un certain Luccaferro, de la Croce d'Ampugnani et Vincenzino de la Casabianca.

« C'était le 10 mai. Il y eut entre les Génois et les Corses des escarmouches incessantes et des morts des deux côtés. Stefano, descendant par la Casabianca, fit brûler également ce village, et l'on massacra en route une grande quantité de gros et de menu bétail. »

— Anton Pietro Filippini in Histoire de la Corse - Chronique.
Dans ces temps, existaient à Casabianca, deux partis : les Rossi et les Negri dont les haines, assoupies pendant une longue période de paix, commencèrent à se réveiller sous le gouvernement de Giovan Pietro Vivaldi. « Ayant à se porter en divers endroits de l'île pour combattre les Génois, les partisans des deux factions rivales commencèrent à entrer en désaccord tantôt pour les logements, tantôt pour une prétention, tantôt pour une autre, à se lancer des paroles amères, à envenimer les haines, en se formant par groupes, si bien qu'à la fin les partisans d'une faction tuèrent ceux de l'autre et réciproquement. ». Ils se firent une guerre ouverte. Filippini cite les noms d'hommes tués durant ces conflits : Orsogiacomo, de Polveroso d'Ampugnani, Moracchino de Giuocatoggio, Valerio de la Casabianca, l'un des principaux chefs des Negri, Anton Pietro et Sampiero, tous deux de la Casabianca et frères, furent tués à Castellarello ; Angioletto, de la Casabianca également, fut tué à Equita ; Bernardino, de la Porta, fut atteint à Querceto et tué ; Giovan Battista, de la Croce, périt au-dessous de Campile, ainsi que Ranfone de la Porta ; Andrea, de Casindo, fut tué à Giuocatoggio.
- 1563 : le pape Pie IV réunit le diocèse d'Accia à celui de Mariana. Il supprime Accia.

Au cours du XVIIe siècle, les Corses n'avaient pas causé de grands soucis à leurs maîtres génois. L'agriculture ayant été développée, la protection contre les incursions barbaresques plus ou moins assurée, la paix avait régné dans l'île. A la fin du siècle et au début du XVIIIe siècle, la situation se détériora.

### L'Ampugnani dans la révolte contre Gênes
Au début du XVIIIe siècle, l'Ampugnani et les pièves de Rostino, Vallerustie, d'Orezza et d'Alesani forment le réduit de l'indépendance corse contre l'occupant Génois.
Sous prétexte de dédommager la métropole de ses frais d'occupation militaire, les impôts avaient été augmentés par un règlement du 28 janvier 1733. « Au mois de juin, les fonctionnaires génois avaient reçu l'ordre de convoquer, au chef-lieu de chaque piève, les députés des villages, de leur faire prêter serment au nouveau règlement et de réclamer leur adhésion aux projets financiers du suzerain. La mauvaise volonté fut partout visible. ».
L'abbé Francesco Maria Accinelli à qui Gênes avait demandé une estimation des populations de Corse, afin de connaître surtout celles capables de porter les armes contre elle, avait à partir des registres des paroisses, rédigé un texte manuscrit en langue italienne. Concernant l'Ampugnani, il avait écrit : « [...] la Giurisditione di Bastia : Contiene questa 19.Pievi, Comprese 5. della Giurisditione, e Provincia del Nebbio, e sono Otta, Petrabugno, Orto, Mariana, Bigorno, Caccia, Petralba, Casaconi, Rostino, Casinca, Tavagna, Ampugnani, Orezza e Moriani. Le Cinque Pievi del Nebbio, sono Patrimonio, Olmetta, Oletta, Farinole, S.Pietro, e S.Quilico. ».
Accinelli ajouta le commentaire suivant :  « Sotto detta Pieve al Levante trovasi quella di Ampugnani delle migliori di tutta l’Isola, che avendo à Tramontana quella di Casaconi, contiene 3580.abitanti. Evvi in questa una montagna con sopra l’antichissima chiesa nominata S.Pietro d’Accia, dove il Vescovo di Bastia prende il posesso del Vescovato di tal nome. Li suoi paesi sono 20. all’incirca, frà quali Porta, Poggiale, Quercitello, Stopianova, Giucatogio, Penta, Casteldacqua, Pruno, Ficaggia, Polveroso, Monte d’Olmi, Alzi, Bonifacio, Querceto, Casalta, Piano, Ficolaccie, Poggio, Marinaccie, Lutina, Melelli, Nepita, Penta al Tiave, Cassindo, Ficaggia, Ezavo, Casabianca, Silvareccio, Croce, e Scata : Principale però frà tutti, è Casabianca'' ». Et de rapporter que le capitaine allemand Voght avec lequel il travaillait, avait annoté que 1 000 hommes étaient capables de porter les armes.
Dans sa chronologie de la « Grande révolte des Corses contre les Génois » qui dura 40 ans, de 1729 à 1769, A-D. Monti rapporte les évènements suivants concernant l'Ampugnani :
- 1730 : du 22 au 26 février, le gouverneur Felice Pinelli[Note 4] demande au révérend Casabianca, au Dr Limperani, d'Orezza, au noble Ghjacintu Paoli, de Rustinu, à Ghjuvan Felice de Ficaghja, de ramener à la paix les pièves d'Orezza, Ampugnani, Casacconi et Rostino.
- 1732 : 4 octobre, Rivarola[Note 5] publie l'édit du 23 septembre. Les doléances doivent être rédigées et lui parvenir avant 10 jours. Cinq pièves seulement répondront à cette invitation : Moriani, Tavagna Ampugnani, Talcini et Orezza.
- 1735 : Mi-juin,  consulte dans la piève d'Ampugnani. Les Nationaux envoient auprès du nouveau commissaire, deux députés : Viterbi, curé de Silvareccio, et Ghjuvan Felice de Ficaja, pour tenter de reprendre les négociations commencées avec les sénateurs, puis interrompues. Felice Pinelli rejette leurs avances et donne 8 jours aux Corses pour se reconnaître « sujets naturels » de la République.
- 1739 : mai, les pièves d'Ampugnani, Casinca et Campoloro, ainsi que Corte et le Nebbio, fournissent à Maillebois, des compagnies de volontaires corses.
- 1742 : 28 octobre, les populations d'Orezza, Ampugnani, Alesani, Tavagna et Verde tiennent une consulte à Orezza pour examiner l'appel de la Balagne. Elles décident d'adresser une protestation au commissaire Spinola[Note 6] et affirment le droit à la riposte si les troupes génoises ouvrent les hostilités.
- 1743 : janvier, Spinola utilise Brandimarte Mari et Ghjacumu Francescu Pietri, tous deux de Tavagna, pour obtenir des pièves d'Ampugnani et Orezza la promesse de ne pas participer à la rébellion qui se précise depuis que les Corses ont appris le retour de Théodore de Neuhoff. Les deux pièves en profitent pour obtenir un pardon général, des patentes de port d'armes, le dégrèvement de la taxe de deux seini, etc. leurs demandes sont transmises au commissaire par le Dr Limperani, podestat de Bastia, et le piévan Consalvi.
- 1745 : 5 septembre, les pièves d'Ampugnani et Casacconi, présentes à l'assemblée d'Orezza, se désolidarisent des autres pièves. Elles désignent leurs propres paceri (hommes de bonne volonté) et se déclarent opposées à ceux qui voudraient susciter des troubles contre la République.
- 1755 : 4 août, la commission ambulante quitte Corte pour le Rostino, l'Ampugnani et la Tavagna, après avoir publié un décret interdisant la vendetta.
- 1769 : la Corse passe sous administration française.
- 1790 : la piève d'Ampugnani devient le canton d'Ampugnani, dans le district de Bastia et le département du Golo.

## La piève religieuse
Vers 1520, Ampugnani était une piève dont les lieux habités étaient : la Casabianca, la Porta, la Croce, Polveroso, Monte d’Olmo, lo Pruno, lo Selvarechio, la Casalta, lo Piano, Scata, Ficagia, lo Pomeragio, Stopianova, lo Catogio. Le piévan relevait de l'évêque d'Accia.
En 1563, le pape Pie IV réunit le diocèse d'Accia à celui de Mariana. Il supprime Accia.

### L'église Sainte-Marie
L'église piévane d'Ampugnani était l'église Sainte-Marie (Santa Maria Assunta), construite au milieu du Moyen Âge près de Silvelle, à Casalta. Elle a été l'église principale de la piève jusqu'au XVIIe siècle. En mauvais état en 1740, elle est restaurée au cours de la seconde moitié du XVIIIe siècle ; elle figure en ruines sur le cadastre de 1876. Elle est reprise à l'Inventaire général du patrimoine culturel.
À ne pas confondre avec la chapelle Santa Maria, romane, située à environ 450 m au sud de l'actuel village. Cette ancienne chapelle Santa Maria a été bâtie au XIIe siècle sur un promontoire à 394 m d'altitude. Une maison accolée à l'église servait de résidence à l'évêque lors des visites pastorales qu'il accomplissait dans son diocèse. Délaissée à la fin du XVIIIe siècle, la chapelle tombe en ruine. Ses vestiges sont classés au titre des Monuments historiques.